# Hypercompe deflorata
Hypercompe deflorata är en fjärilsart som beskrevs av Fabricius 1775. Hypercompe deflorata ingår i släktet Hypercompe och familjen björnspinnare. Inga underarter finns listade i Catalogue of Life.